# 봉숭아 학당
〈봉숭아 학당〉은 학교를 소재로 한 개그 코너이다.  1991년 5월 20일에 KBS의 《한바탕 웃음으로》의 코너로 출발하였으며, 《개그콘서트》의 코너로 자리잡았지만 2005년 설 추석, 2006년 설 추석 특집으로 편성된 <코미디쇼 7080>에서는 해당 코너 주역이자 90년대 초반 '맹구' 캐릭터로 인기를 끌었으나 1999년 개인사 때문에 일체의 활동을 접었던 이창훈이 나오지 않은 터라 방영되지 못했고 <코미디쇼 7080>은  이창훈 외에도 90년대 말 코미디 프로그램이 침체기에 접어들자 연기자로 전향했던 임하룡, 목사가 된 김정식 등이 모습을 드러내지 않아 아쉬움이 컸다.

## 역대 출연진

### 한바탕 웃음으로

#### 개요
1991년 5월 20일에 그동안 공개 코미디 프로그램으로 방영이 되었던 《쇼 비디오 자키》가 폐지되고 그러한 특징을 살린 《한바탕 웃음으로》가 신설되면서 마련된 코너였다.
이창훈이 열연한 맹구와 오재미가 열연한 오서방을 중심으로 다양한 캐릭터들이 등장했다.
1991년 당시에는 맹구가 베토벤을 묻는 선생님(김형곤)의 질문에 독특한 손동작으로 선보인 '배트맨'과 선생님의 질문에 먼저 대답하려고 책상위에 올라가면서까지 외쳤던 "저요 저요", 그리고 오서방이 노래를 부를 때 소절마다 혀를 내밀며 기타음을 흉내내는 "띠요용"등이 유행했었다. (이러한 행위들을 실제로 초등학생들이 흉내내기까지 하여 문제가 되기도 하였다.)
2년 8개월 동안 인기를 누리다가 1993년 11월 8일에 마지막 방송을 하였는데 맹구 역의 이창훈은 불미스러운 일로 인해 1992년 6월 8일부터 해당 코너에서 잠정 하차했다가 9월 14일부터 복귀했다.

#### 출연진

##### 선생님
- 김형곤
- 서원섭
- 김한국
- 임하룡

##### 학생들
- 맹구 : 이창훈
- 오서방 : 오재미
- 반장 : 배동성[13]
- 하회탈 : 남희석[14]
- 간난이 : 서현선[15]
- 광주 출신 학생 : 양원경[16]
- 학동 : 조금산[17]

- 언년이: 이희구[18]

### 개그콘서트

#### 개요
봉숭아학당은 다양한 캐릭터를 양산한 《개그콘서트》의 마지막 코너다. 봉숭아 학당은 2000년 1월 31일에 시작해서 2011년 7월 3일 600회 특집 이후에 폐지되었다가 2017년 7월 2일부터 6년만에 다시 부활했다.
이 코너는 2006년 12월 24일에 잠시 폐지되었는데 2008년 4월 6일에 부활했다. 그 후 2011년 7월 3일에 시청률 저조로 다시 폐지되었다. 그 뒤 2번의 특집 방송을 거쳐 2017년 7월 2일 다시 엔딩 코너로 부활했지만 2018년 7월 8일부터 2018년 7월 15일까지 일반 코너로 옮겼다. 2018년 7월 22일부터 2018년 8월 12일까지 오프닝 코너로 나왔다. 2018년 8월 19일 한정으로 엔딩코너로 나왔다. 2018년 9월 2일부터 2018년 12월 23일까지 오프닝 코너로 다시 나왔다. 2018년 12월 30일부터 2019년 1월 13일까지 다시 엔딩코너로 나왔다. 2019년 1월 20일 한정으로 다시 오프닝 코너로 나왔다. 2019년 1월 27일에는 코너가 통편집되었다. 2019년 2월 3일부터 2019년 2월 24일까지 다시 오프닝 코너로 나왔다. 2019년 3월 3일에는 코너가 통편집되었다. 2019년 3월 10일부터 2019년 4월 28일까지 다시 오프닝 코너로 나왔다. 2019년 5월 5일에는 코너가 통편집되었다. 2019년 5월 12일 한정으로 오프닝 코너로 나왔다. 2019년 5월 19일 1000회 특집 1부에는 엔딩 코너로 방송되었다. 2020년 6월 26일에는 마지막으로 부활하였다. 2023년 11월 12일 개그콘서트가 시즌 2로 부활하면서, 봉숭아학당의 재개학 또한 이루어지게 되었다. 2023년 11월 12일부터 2023년 11월 26일까지 3년 5개월 만에 오프닝 코너로 나왔다. 2023년 12월 3일부터 2023년 12월 24일까지 일반 코너로 옮겼다. 2024년 1월 7일에는 엔딩 코너로 나왔다. 2024년 1월 14일에는 코너가 통편집되었다. 2024년 1월 21일에는 오프닝 코너로 나왔다. 2024년 1월 28일에는 일반 코너로 옮겼다. 2024년 2월 4일에는 엔딩 코너로 나왔다. 2024년 2월 18일에는 코너가 통편집되었다. 2024년 2월 25일에는 일반 코너로 옮겼다. 2024년 3월 3일에는 오프닝 코너로 나왔다. 2024년 3월 10일부터 2024년 3월 17일까지 일반 코너로 옮겼다. 2024년 3월 24일에는 오프닝 코너로 나왔다. 2024년 3월 31일에는 코너가 통편집되었다. 2024년 4월 7일에는 엔딩 직전에 나왔다. 2024년 4월 14일에는 오프닝 코너로 나왔고 5개월 동안 방영했으며 PD가 2024 봉숭아 학당을 없애버려서 결국 봉숭아 학당 4기는 막을 내렸다.
봉숭아학당의 캐릭터는 각 년도마다 바뀌었다. 개그 콘서트 특집 방송에서는(2005년 300회 특집, 2007년 400회 특집, 2009년 설특집, 2009년 10주년 특집, 2011년 600회 특집, 2013년 코미디 40주년 특집, 2017년 900회 특집 등) 예전 캐릭터가 등장하기도 한다. 하지만 2010년 연말 특집이나 2009년 500회에는 등장하지 않았다.

#### 출연진

##### 선생님
- 백재현 (2000년 2월 5일 ~ 2000년 5월 20일, 2001년 1월 13일 ~ 2001년 4월 7일, 2007년 7월 8일)
- 이병진 (2001년 4월 14일 ~ 2002년 3월 31일)
- 김미화 (2002년 4월 7일 ~ 2002년 10월 27일, 2007년 7월 8일, 2019년 5월 19일)
- 박미선 (2002년 11월 3일 ~ 2004년 8월 29일)
- 박준형 (2004년 9월 5일 ~ 2005년 10월 30일)
- 김대희 (2005년 11월 6일 ~ 2006년 11월 12일, 2017년 7월 2일 ~ 2019년 5월 12일, 2020년 6월 26일)
- 박성호 (2006년 11월 19일 ~ 2006년 12월 17일)
- 김인석 (2008년 4월 6일 ~ 2008년 6월 1일)
- 이수근 (2008년 6월 8일 ~ 2011년 7월 3일)
- 임하룡 (2000년 10월 14일 ~ 2001년 1월 6일, 2013년 3월 3일)
- 김원효 (2023년 11월 12일 ~ 2024년 4월 14일)

##### 역대 출연진
- 강성범(연변총각)
- 강유미(계순이, 카산드라, 강유미 기자, BJ 강유만, 신도시)
- 강일구(손석회)
- 강주희(참예슬, 안성댁 박희진, 캐스팅 매니저)
- 고혜성(혜성 엔터테인먼트 고 사장, 손석회 게스트)
- 곽한구(동막골 마을 청년회장 봉구 친구 한구)
- 곽현화(나일출 파트너)
- 곽범(우엉재, 프레디 메아리)
- 권미진
- 권은영(백프로 보조)
- 권재관
- 권진영(권이온, 미스코리아 대표, 시골 소녀)
- 김경희
- 김기수(댄서 킴, 복서 킴)
- 김기리(노부부)
- 김기열(김낙천)
- 김대범(싸이코라테스, 사차원)
- 김대성(금동이, 한국사랑협회장 한반도)
- 김대희
- 김두현(아파트 경비 딴지아저씨)
- 김민정(골든병)
- 김병만(동네사람, 로터리 김, 안상태 기자 취재인물)
- 김성원(한국을 사랑하는 남자)
- 김상태(노통장, 해리콥터)
- 김승혜(헛 요가팀)
- 김숙(따귀소녀)
- 김시덕(체육 선생, 시득이)
- 김시우(청학동 김곤대 훈장)
- 김원효(선생님)
- 김인석(알프레도, 반장)
- 김영철
- 김영희(노부부, 비너스 회장)
- 김장군(또또 아저씨)
- 김재욱(제니퍼, 나일출)
- 김준호(이장님, 인민배우 리철민, 길거리파이터 선빵, 저승사자, 맹구)
- 김종은(노심심)
- 김지선(아줌마, 이허리)
- 김지혜(하니, 나애리, 나레이터)
- 김지호(세뇨리따)
- 김진철(깜빡이, 깜짝이, 도라이바)
- 김지민(싼티나)
- 김태원(옆 동네 학교 교장)
- 김현숙(출산드라)
- 김희원(무당)
- 남진우(얼마니 남)
- 남현승(남동엽, 여미남)
- 노우진(달인 수제자)
- 류근지(류사무엘, 저몸)
- 류담(히말라야, 곰, 필사마 매니저, 야야야 브라더스)
- 박나래(귀신, 성형미인)
- 박민성(홍대 타투이스트 희한84)
- 박소영(헛 요가팀)
- 박성광(국문학 박 교수, 각종 카피 캐릭터들, 혼남, 삐뚤이)
- 박성호(운동권 학생, 다중이, 스테파니, 갸루상, 김연좌)
- 박영진(이수근의 은사, X파일 요원, 졸업생 박영진)
- 박은영(마에스트라 지화자)
- 박준형(마이콜, 복학생, 타잔, 송승헌, 황장군, 선생님 등)
- 박지선(여성 인권학자, 연애술사)
- 박진호(까이는 남자 조인트, 칼 근무 댄스팀 칼슘)
- 박휘순(파이터 최배, 노량진 박, 대장동무, 미쳤어, 허경영 패러디, 장오복, 졸라 박, 77년생, 박어준)
- 방주호(경호원, 칼 근무 댄스팀 칼슘)
- 변승윤(중국 교환학생, 노홍철)
- 서아름(백프로 보조)
- 성현주(박순희)
- 손별이(애니멀을 사랑하는 소녀 애니)
- 송영길(까도남)
- 송왕호(왕 호랑이 선생)
- 송재인(경호원)
- 송준근(곤잘레스, 문 교장, 김덕배)
- 송병철(세르게이, 송다니엘, 송블리)
- 신고은
- 신윤승(이상해)
- 신봉선(봉써니, 육성회장, 신봉선녀)
- 신종령(간꽁치)
- 심현섭(맹구)
- 안상태(안상태 기자, 안공식)
- 안일권(안씨 아줌마, 수위 아저씨)
- 안윤상(추성훈)
- 양상국(닥터피쉬 팬, 연예인 매니저)
- 오기환(복수왕)
- 오나미(추나미)
- 오민우(급동뮤지션)
- 유민상(미국 학교 교장, 프레디 머그리)
- 유상무(응원단장 캡틴 유, 케이블 가이, 전국 일등, 모델 유)
- 유세윤(복학생, 설인범)
- 윤성호(빠박로티, 야야야 브라더스, 무명 연예인)
- 윤석주(아바타 윤)
- 윤형빈(왕비호)
- 이정수(선도부, 희극지존)
- 이종훈(나일진, 남중남)
- 이동윤(턱시도)
- 이덕재(아이스맨)
- 이병진
- 이세진(DJ mix세진, 어그로진, 속쳐링)
- 이상구(땡구, 영양사)
- 이상민, 이상호(흥제)
- 이상민(백종원)
- 이수경(급동뮤지션)
- 이수근(야야야 브라더스, 선생님)
- 이승윤(땡구)
- 이승환(CD)
- 이재율(얌전한 모범생 얌생이)
- 이창호 - 2017년 7월 2일과 2017년 7월 9일 방송분에 등장했으나 통편집.
- 이수지(문 교장 부인)
- 이태식(반장)
- 임성욱(경호원)
- 임슬기(반장)
- 임재백(뮤지컬 배우 지망생, 섹시한 요리사 섹시백, 백프로)
- 임혁필(세바스찬, 프랑켄, 필사마)
- 안소미(헛 요가팀)
- 엄지윤 (속쳐링)
- 장기영(다팔아닷컴 대표, 강남, 대충 살자, 스나이뻐)
- 장도연(민소매, 나일출 파트너, 다팔아닷컴 샘플 시연)
- 장동민(경비 아저씨, 동팔이)
- 장동혁(중국집 배달부, 노마진, 동혁이형)
- 정명훈
- 정승우(페이크)
- 장윤석(신입기자)
- 정지민
- 정진하(국보남)
- 정종철(옥동자, 옥장군, 패션옥, 옥개소문)
- 장준희(딱한 남자)
- 장하나('당당하게 살자' 대표 쌈싸라, 아까비)
- 정형돈(갤러리 정, 영원한 친구1, 셜록홈돈)
- 조수원(멍구)
- 조세호(미달이, 영원한 친구2, 대신맨)
- 조지훈(옹박, 왕년에)
- 조충현(국문과의 자랑 국자)
- 최기문(전용길 아나운서)
- 최정화(닥터 최)
- 최효종(행복전도사, 마스터 최)
- 최희선
- 최희령(칼 근무 댄스팀 칼슘)
- 한민관(북한 청년, 스포츠부 부장, 노브레이크 엔터테인먼트 대표)
- 허경환(있는데, 설치고, 두캅스의 형사 캐릭터, 허당 국회의원 후보)
- 홍경준(전국 꼴찌)
- 황승환(황마담, 웨이터 황마담)
- 황정혜(하드캐리 언니)
- 윤상민(사이버렉카 싸레기)

##### 캐릭터
- 옥동자 (정종철)
  - 버섯머리에 저고리를 입고, 못생긴 얼굴로 잘난 척을 하는 봉숭아 학당 최고의 캐릭터이다.
  - 유행어 : 헤헤헤헤헤!! 얼굴도 못생긴것들이 잘난척하기는! 적어도 내 얼굴 정도는 되이지(되어야지)~!,너라뇨?(혹은 야라뇨?) 제이름은 옥동자에요, 제가요 어제 ooo를 만났는데요 아 그분이 글쎄~
- 경비아저씨 (장동민)
  - 수업시간에 불쑥 쳐들어오는 경비아저씨이다. 매사에 대충대충이다.
  - 유행어 : OO는 그까이꺼 그냥 뭐 대충~ OO하면 되지 뭘
- 허당 대표 (허경환)
  - 허경환의 2011년 봄 새로운 캐릭터로 권미진, 정지민과 함께 등장한다.
  - 유행어 :솔깃하지요?~(허경환),젊은정치 허경환!솔깃하다 허경환!와!!!(권미진,정지민)
- 이수근의 은사 (박영진)
  - 봉숭아 학당의 선생님인 이수근을 옛날에 가르쳤던 은사이다. 캐릭터상으로는 학생 중 가장 나이가 많으며, 건방지고 깐깐하다.
  - 유행어 : 그건~ 니생각이고!!
- 연변총각 (강성범)
  - 연변에서 온 사내. 연변과 한국을 비교하며 한국을 무시한다.
  - 유행어 : 저희 연변에서는~,어릴 적이었슴다!, 저는 그것이 oo인줄 알았슴다!, 아~니었슴다!그것은!OOOO년 묵은 OO가 OO했던 것이었슴다아아아아아아!!!!!!!
- 운동권 학생 (박성호)
  - 머리띠를 맨, 항상 투지 넘치는 사회개혁 운동가 학생이다.
  - 유행어 : 선생님 말씀에 이의를 제기합니다!(이의를 제기합니드! 라고 할 때도 있다),대관절 OO가 OO라굽쇼?, 그렇다면 oo하란 말씀이십니까!, 민족봉숭!대동단결!,구국의 강철대오!O!O!O!,정부는 OO하라!
- 따귀소녀  (김숙)
  - 이장님(김준호)의 딸로 누가 이장님 딸이 아니랄까봐 딸도 상당히 엽기적이다 거기다 학생이면서 머리는 파마머리나 따귀를 맞은 듯 옆으로 쏠린 머리(따귀머리)를 하는 등 상당히 불량학생.이태식에게 반해서 야! 니 내한테 반했나? 라고 하며 뽀뽀해버리고 김대희에게는 넘볼걸 넘봐라! 라고 하며 뺨을 때린다. 후반에는 옥동자와 러브라인이 있었다.
  - 유행어 :니 내한테 반했나?, 넘볼걸 넘봐라!
- 다중이 (박성호)
  - 다중인격을 가지고 있는 아이이다. 아이 말투를 쓰다가도 갑자기 이상한 어른 말투를 쓰기도 한다. 박미선이 선생님일 때는 동요를 부르거나 동화를 읽다가 암울한 현실이나 성적인 부분을 갖다 붙여 동심을 파괴하는 컨셉이었다가 동기이자 친구인 박준형이 선생님이었을 때는 선생한테 대드는 문제학생 컨셉으로 바뀌었다.
- 필사마 (임혁필)
  - 갈치를 넥타이로, 각설탕을 귀고리로 사용하는 등 식자재 개그를 선보였던 캐릭터이다.
  - 유행어 : ooo입니다~! oo하다가 그만~
- 동혁이형 (장동혁)
  - 사회의 부조리에 불만이 많아 다 꼽아내고 찔러내고 비판하는 동네 형.
  - 유행어 : 그래 세상 그 누구보다 샤우팅을 사랑하는 쿨한형 동혁이형이야,이거 아니잖아.. 응?, ooo이/가 무슨 ○○○야?, 형이 누구라고? (동혁이형!) 그래! 동혁이형이야!
- 윤성호
  - 대머리의 무명한 연예인. 자기가 잘난 줄 알고 있으며 강남 사람인 것처럼 행세하고, 남들에게 멋져 보이려고 애를 쓴다.
  - 유행어 : 누가 또 내 얘기 하네~?!
- 댄서 킴 (김기수)
  - 여러가지의 춤을 보여주며 다리를 찢는 춤이 유명하다.
  - 유행어 :나~댄서~ 킴이에요~,쌤~제가 그쪽으로 가겠어요~,빠이브 씩스 쎄븐 에잇!~
- 김지선 (김지선)
  - 등장 음악은 Sam Brown의 Stop으로 섹시한 컨셉의 옷을 입고 나오며 영어를 무식하게 말한다.(예:아이한테 고마울 때-아이큐,고스톱 치다 돈 따서 행복할 때-쌍피,고등학교 때 결혼하면-고딩,가장 아름다운 태양-김희썬(이 때 그보다 더 아름다운 태양이 뭐냐고 말할 때 관객들이 김지썬!!! 이라고 외치기도 했다.))
- 갤러리 정 (정형돈)
  - 여러가지의 작품을 몸으로 표현하는 캐릭터.
  - 유행어 : 웨이~러 미닛~(Wait a Minute)
- 곤잘레스/곤잘비호(2010년 6월 20일) (송준근)
  - 멕시코에서 찾아온 장사꾼이다. 자신의 직업에 대해 말(자기 소개를 할 때, 스페인어 특유의 r발음을 과장하여 발음함)하다가 불쑥불쑥 광고를 하며, 심지어는 마누라까지 부른다. 2010년 6월 20일에는 윤형빈이 남자의 자격 월드컵 특집으로 인해 녹화에 불참해서 곤잘레스가 멕시코의 왕비호인 곤잘비호로 출연한 적이 있다(특히 동혁이형, 행복전도사, 박영진, 허경환, 윤성호 등이 곤잘비호를 보고 즐겁게 웃는다.).
  - 유행어 : 곤자~ㄹ레스~!, 라따! 라따! 아라따!(이수근이 '아유, 방송중에 홍보 좀 하지 마세요!/마시라니깐요!'나 '두 분, 자리에 들어가세요!!'라고 말한 후.), 뷰~띠뿔 세뇨리따!!(곤잘레스), 누가~ 수업 끝이라고 했뇨~ㄹ리따~!?, 곤자~ㄹ비호~!, 누구~ㄹ?, 뷰~띠뿔 서현!!, 사랑받는 OOO 포~ㄹ에버~!!(곤잘비호 Only))
- 세뇨리따/서현 (2010년 6월 20일) (김지호)
  - 곤잘레스의 아내로, 처음에 미리 짜고 곤잘레스와 다투는 듯하다가 결국 광고를 하는 인물이다. 2010년 6월 20일에는 세뇨리따가 소녀시대의 멤버 서현으로 출연한 적이 있다.
  - 유행어 : 빠르뻬또 곤잘레스~!!, 나같이 예쁜 여자한테 너무한다 리또!(세뇨리따), 빠르뻭또 곤잘비호~!!(서현 Only)
- 심리술사 마스터 최 (최효종)
  - 행복전도사의 후신격 캐릭터로 현재의 연인이 소중함을 일깨워주는 캐릭터.
  - 유행어 : OO를 딱!!
- 왕비호 (윤형빈)
  - 비호감을 사는 캐릭터. 마지막에 나와 연예인들에게 독설을 퍼붓는다. 왕비호의 발언은 매주 이슈가 된다. (2010년 6월 20일 방송에서는 윤형빈이 남자의 자격 남아공 월드컵 대표로 나갔기 때문에 곤잘레스가 대신 나왔다.)(2011년 1월 2일부로 봉숭아 학당에서 하차했다)
  - 유행어 : 누~가 수업 끝이래?(이수근이 "오늘 수업 여기서 끝~!!"하는 소리에 나온다), 누구?, 아~! 그 oo?!, 국민OO OOO 포에버!!
- 박지선
  - 못생긴 얼굴의 소유자로, 사랑법을 전도하는 로망스로 가득 찬 여자이다. 사랑법을 전도하는 상대로 학생 중 하나가 희생된다.(2009년 11월부터는 '가을 여자'라는 캐릭터로 바꿔 등장했다.)
  - 유행어 : 스텝~! o!(빠밤!). 참~ 쉽죠잉~?
- 이장님 (김준호)
  - 농촌 모자를 쓰고 촌스러운 옷을 입고 등장하며 아마도 원로 배우인 故 김인문의 성대모사를 하는 듯하다. 가끔씩 부정적인 것을 목격하면 야이노무 자식아!라고 외치고 나서 자기도 그 부정적인 것에 동참하는 상당히 엽기적인 캐릭터.
  - 유행어 : 야이노무 자식아!
- 옹박 (조지훈)
  - 영화 옹박의 토니 쟈를 패러디한 캐릭터로. 신인이던 2005년 나름 탄탄했던 몸을 과시하며 "열라 뽕따이~"를 연발했던 나름 백치 캐릭터.
- 출산드라 (김현숙)
  - 긴 옷을 입고 나타나서 사람들에게 뚱뚱함을 강조하는 교주이다.
  - 유행어 : 이~세상의 날씬한 것들은 가라! 이제 곧 뚱뚱한 자들의 시대가 오리니,먹어라. 네 시작은 비쩍 곯았으나 그 끝은 비대하리라! 나는 이 세상의 마른 것들을 구원하러 온, 뚱뚱교 교주, 다산의 상징, 출산드라! 자연분만! 모유수유!, oo 하는 자들 벌하러 갑니다!, (노래)먹다 지쳐 잠이 들면 축복을 주리니~ 먹다 지쳐 잠이 들면 축복을 주리라~
- 스테파니 (박성호)
  - 패밀리 레스토랑 알바 설정의 캐릭터로 늘 매주 수업 주제에 맞는 메뉴를 골라 선생에게 전하면, 선생이 주문한 메뉴를 왜곡해 동네방네 떠드는 캐릭터이다. 옥장군과는 사이가 안 좋은듯 하다.
  - 유행어 : 선생님 만나 뵙게 돼서 반~갑~습~니~다~! 레미파솔라~, 3번 테이블의 김대희 손님 oo 해주세요 감사합니다 땡큐~, 그러면 다음에 또 뵙~겠~습~니~다~!(참고로 반갑습니다 계음과 전혀 상관 없다)
- X-파일 요원 박영진 (박영진)
  - 사회의 미스테리한 상황들과 일들을 꼬집어내 비판한다. 선글라스를 쓰고 있다가 말을 할 때마다 벗는다.(재미가 없었을 때는 다른 캐릭터를 가지고 나온 경우도 있다)
  - 유행어 : 정말, 미스테리합니다.., 세상에는 알 수 없는 일들이 많습니다.
- 강유미 기자 (강유미)
  - 봉숭아 학당의 기자로 안상태기자의 시초가 된 캐릭터이다.
- 간꽁치 트레이너 (신종령)
  - 한민관처럼 약골 기믹으로 나오며 왕비호의 뒤를 이을 엔딩 캐릭터였으나 요즘에는 처음 부분에 나오며 마지막은 꽃남 송영길이 맡고 있다.(그래서인지 5월부터는 하차했다.)
  - 유행어 : 여러분도 할 수 있습니다!, 우리...그동안 어땠습니까?, 대한민국 모두가 건강해지는 그날까지 힘이여 솟아나라~!
- 허경환
  - 작은 키에 육중한 복근을 자랑하는 통영 출신 총각이다. 그러나 허경환은 상당히 많은 편집을 당했다. 가수 그룹 '있는데와 바로 이맛들'을 결성했다.(2011년 2월 20일 방송에서는 정지민, 권미진과 함께 허당 대표 기호 0번 허경환이라는 캐릭터를 가지고 재등장했다)
  - 유행어 : 자이 자이 자식아!, 있는데~, 바로 이맛 아입니까~ "이 자식이 000해야 아~ 이래서 000할꺼야"
- 노통장 (김상태)
  - 故 노무현 전 대통령을 모티브로 한 캐릭터로 늘 맞습니다 맞고요~라는 말을 하며 심심하면 봉숭아 학당 학생들의 고민을 풀어주지만 해결법이 막나간다.
  - 명대사 :맞습니다 맞고요~,이쯤되면 막가자는 거지요?,방법이 있습니다~
- 전국1등 (유상무)
  - 엄청난 우등생이다. 항상 자기 자랑을 하다가 학생들에게 비호감을 산다. 항상 자기가 영화나 음반을 냈다고 하는데 그 제목들이 사람들을 열받게 하고 자신의 얼굴을 합성한 것들이다.(예 : 딸려라 하니, 이상한 나라의 엘리트, 어쩌다 맞춘 그대 등등) 이럴 때 다들 "정말 재수없어!"라고 맞장구 쳐준다. 국회에서 싸우는 정치인들과 망언을 내뱉은 일본 야구선수(이치로)에게 선물을 준다고 구타500과 빠가스를 줘서 재수없는 이미지를 어느 정도 쇄신했다. 이 때는 다들 "가끔 재수있어!!"라고 맞장구를 쳐줬다.
- 황마담 (황승환)
  - 여장남자로 술집 마담 연기를 하다가 다른 인물들이 남자 같다,변태 같다,하며 놀리면 참다 참다 폭발하여 숨겨져있던 남성성이 튀어나오는 캐릭터였다.
  - 유행어 :알~면서~,내!!! 사~랑~!!,뭐야!이 자식아!
- 선도부 (이정수)
  - 이름 그대로 선도부장이지만 일은 제대로 안 하는듯 하다.이후 혼자놀기를 표현한 개그를 표현하는데 언제부턴가 천상천하 유아독존은 안 하고 코를 이용한 개그를 보여주었다.
  - 명대사 :어차피 혼자사는 세상!친구가 뭐가 필요합니까!,천상~천하~ 유아~독~존!!!(이때 천둥소리와 함께 불꽃,연기가 올라온다),혼자 놀기의 진수를 보여드리지요!
- 노마진 (장동혁)
  - 장사꾼. 후에 등장하는 캐릭터 '곤잘레스'의 시초가 되었다. 하지만 곤잘레스와는 달리 당당하게 제품 광고를 해댄다.
  - 유행어 : 하지만~ OO하다는 거!, oo에게 oo를 파는 남자~ 지하철 1호선의 외로운 벤처사업가 땡전 한푼 노마진입니다, oo! oo! 그렇죠 oo라는거죠!, 밑줄 쫙! 별표 하나! 돼지꼬리 땡땡! 노마진이었습니다!
- 안상태 기자 (안상태)
  - 원래 뜬금뉴스 코너 캐릭터였으나 봉숭아 학당에서도 기자로 활동한다. 위험한 현장에서 취재를 하다 결국 봉변을 당하는 불쌍한 기자로, 그럴 때마다 명대사를 외친다.(예:난~지뢰밟았고! 밑에서 딸깍소리 났을 뿐이고!!)
  - 유행어 : 난~뿐이고!
- 안상태 기자 취재 인물(혹은 동물) (김병만)

안상태 기자가 취재한 인물이나 동물의 분장을 하고 박휘순이 오토바이를 타고 실연의 도피를 하면 등장하는데 이수근은 이런 건 후배들 시키라고 하면서 디스한다.
- 이태식, 김대희
  - 봉숭아 학당의 선생님(김미화 또는 박미선)을 짝사랑하며 이태식은 선생님에게 애칭으로 '누님샘'이라 부른다. 이렇게 말만 하는 이태식과는 달리 김대희는 마술을 보여주며 Richard Sanderson의 Reality가 흘러나오며 선생님에게 애정표현을 하다가[19] 이태식이 태클을 걸면 서로 말싸움을 하다가 우린 너무 완벽해!!!를 함께 외친다.(이 명대사를 쓰고 나면 옥동자(정종철)이 끼어드는 것으로 유명함)
  - 유행어 : 그만해! 김대희!(이태식),사돈 남 말 하고 있네 이태식!(김대희), 우린 너무 완벽해!!!
- 하니 (김지혜)
  - 달려라 하니의 하니를 모티브로 한 캐릭터로 가슴이 작은 캐릭터이다.
  - 유행어 : 나애리! OO한 계집애!(예: "나애리 , 글래머처럼 보이려고 수영복 안에 휴지 넣다가 물 속에 휴지 둥둥 떠다닌 기집애"!,"나애리! 수영장에서 수영은 안하고 갑자기 몸을 부르르 떤 기집애!","나애리 엄마가 비키니 안 사준다고 속옷 위아래 염색하고 수영장 간 기집애!" 등), 가슴이!!! 가슴이!!! OO에요(예:책받침이에요,정전이에요,밑 빠진 독이에요,절벽이에요,감자에요(선생님 김미화가 감자 정도는 괜찮잖아 라고 하면)감자 칩이에요, 쟁반이에요, 고속도로에요 등등)(이 명대사를 쓰고 나면 맹구(심현섭)이 등장해 선생님 가슴이~ 가슴이~ 라고 하며 옷을 풀어제치고 가슴에 그린 그림이나 글씨를 보여주는 개그를 펼친다.)
- 맹구 (심현섭)
  - 원래 옛날 맹구는 이창훈이 맡았으나 여기서는 심현섭이 맡았다. 바보 같은 행동을 펼친다.
  - 유행어 : 나OO OO한 계집애~, 가슴이~ 가슴이~OO에요~(이 명대사는 하니(김지혜)가 나온 다음에 쓰는 명대사),정부는 왜 OO가 OO인줄 아나? OO이면 이상하잖아(이 명대사는 운동권(박성호)가 나온 다음에 쓰는 명대사)
- 곰 (류담)
  - 2004년 하반기에 잠깐 등장했던 곰 탈을 쓴 캐릭터로 그 전엔 탈을 벗지 않아서 시청자들이 곰이 누군지 궁금해 했다.
  - 그런데 2004년 12월 19일 방송분에서는 경비 장동민이 탈을 벗겨서 곰의 정체가 류담인 것이 밝혀졌다(이 방송분 이후로 미등장)
- 로타리 김 (김병만)
  - 명대사 : 나한텐 요것이~있으니까~, 적어도 이 정도는 돼야 아따 저것이 oo 좀 했겠구나 하는 것이지
- 복학생 (유세윤)
  - 자기자신에게 멋들려 살고 있으며, 다른 학생을 심각히 무시하는 복학생이다.(그리고 매번 색다른 패션을 하며 등장한다)
  - 명대사 : 선생님 똥칼라파워!!!,야야야야야야~내 밑으로 다 조용히 햇!,해주는 정도의 센쓰!!
- 동호회(비너스) 회장 (김영희)
  - 2011년 1월부터 등장한 캐릭터로 늘 몇몇 회원들에게 제명이 되었다고 한다.
- 육성회장 (신봉선)
  - 항상 툴툴거리며 학생들에게 옳지 않다고 하는 캐릭터다.
  - 유행어 : 옳지 않아!,짜증 지대로다~!!
- 수제자 (노우진)
  - 원래 달인 코너의 수제자였으나 여기서 다른 학생들의 개그를 받아주는 역할을 맡는다.
  - 한민관이 출연하던 시절에는 한민관에게 장난치다 얻어맞는 역할을 맡았으나, 요즘은 유상무 상무, X파일 박영진 요원 등을 흉내낸다. 만화에 등장하는 말풍선을 사용하여 임팩트를 주는 경우도 잦다.
- 명훈이 (정명훈)
  - 한민관 하차 이 후 노우진을 대신해 봉숭아학당 오프닝에 등장하며, 노우진이 다른 기믹을 흉내내면서 등장하면 한 수 위의 개그를 선보인다.(왕년에 조지훈과 꽃남 송영길이 등장한 이후로는 노우진에게 다시 자리를 물려줬다)
- 행복 전도사 (최효종)
  - 부잣집 아들로, 전국을 돌아다니며 행복을 전도하나, 서민이 아닌 부유층의 관점에서 모순이 심한 주장을 한다.(2011년 1월말부터는 '심리술사 마스터 최'라는 캐릭터를 선보이며 막을 내렸다)
  - 유행어 : 다들 10억씩은 있잖아요!, 우린 모두 행복한겁니다!, 다들 표정이 왜그래요?
- 제니퍼 (김재욱)
  - 연예인 2명의 사진을 합성해 학생들을 웃긴다. 후반에는 하는 행동이 여자 같다고 옥장군과 경비가 놀리면 예전 황마담같이 갑자기 남자다워진다. 사실은 '뒷골목에서 한 주먹하던 사나이중의 사나이였다'는 과거 설정이 있어서 남자다워지고 난 후에 턱시도를 불러 경비와 옥장군에게 만화캐릭터를 보여주며 정신교육을 시킨다. 끝나고 나면 "아티스트(형님!) 제니퍼와(형님!) 함께하면~~(형님!~) 호랑이 기운이 솟아난다잉~ (형님!)"하며 학생들이 추임새를 넣어준다
  - 유행어 : 휘리릭 뿅~, 퓨전!,아티스트 제니퍼와 함께하면~호랑이기운이 솟아나요~ 뾰로롱~(노래)
- 아이스맨 (이덕재)
  - 분위기가 올라 있을 때 하얀 스프레이를 뿌리고 등장하며 썰렁개그를 하다가 퇴장한다
  - 유행어 :분위기 업되면 다시 돌아온다!(우격다짐 코너 엔딩 멘트 패러디)
- 체육선생 (김시덕)
  - 이름 그대로 체육선생이며 보통 학생들이 싫어하는 꽉막히고 학생을 이해안하는 선생의 분위기이다. 하지만 선생님(박미선)을 짝사랑하기도 하며 학생들에게 옳은 말을 해놓고 자기는 그 말대로 행동을 안 하는 캐릭터였다. 2003년 4월초 이후 미등장했고 2003.12.21 크리스마스 특집 때 한번 나왔다.
- 세바스찬 (임혁필)
  - 노란 바가지 머리를 한 영국의 권위있는 가문 출신으로, 본명은 "루이 윌리엄스 세바스찬 주니어 3세"이며 다른 학생들을 천박하게 여긴다.
  - 유행어 : 정말 천박해!(X3), 나가 있어!~, 저는 영국의 권위있는 귀족, 순수한 혈통, 루이 윌리엄~~스 세바스찬 주니어 3세에요.,그냥 세바스찬이라 불러주세요.
- 알프레도 (김인석)
  - 세바스찬의 하인. 세바스찬에게 나가 있으라는 말을 들을 때 '어우 정말 못됐어!'라며 때리기도 한다.(2003년 5월 4일 방송분에서 임혁필이 맹장수술 때문에 못 나왔을 때 대타로 나오기도 하였다.)
  - 유행어 : 도련님~
- 노브레이크 엔터테인먼트 대표 (한민관)
  - 해골같은 몸으로 소속사 대표를 맡고 있다. 항상 비쩍 마른 몸을 이용한 개그를 보인다.
  - 유행어 : 그렇게 성공하고 싶냐!! 스타가 되고싶어!, 스타가 되고 싶으면 연락해!!, 죽~겄어!(초반 한정)
- 나일출 (김재욱)
  - 노브레이크 엔터테인먼트의 한민관이 육성한 가수로, 백댄서(장도연, 곽현화)과 함께 노래를 부르며 춤을 춘다.
  - 유행어 : 일출 일출!, 안녕하세요! 일출이에요!
- 옥장군 (정종철)
  - 옥동자의 후신격 캐릭터로, 군복을 입고 위풍당당한 모습을 풍기지만 멍청하다. MBC 드라마 제 5공화국에 등장하는 전두환의 억양을 빌려서 그를 비틀어 표현하고 있다.
  - 유행어 : 본인은! 본인은! 본인은! 옥장군이야~, 뭐라고!, OO하라 그래!, 거짓말 거짓말 거짓말! 제니퍼는 거짓부렁~쟁이!, 또 절로 들어가야 되나~(이 대사는 초기에만 사용했다)
- 박휘순
  - 꼬질꼬질하다. 구준표 코스프레, 손담비의 미쳤어 등의 개그를 펼치다가 허경환에게 멱살이 잡힌다. 허경환 하차 후는 박영진이 멱살을 잡는다. 2010년에는 아이돌 가수들이나 연예인, 스포츠스타(월드컵 기간) 등의 분장을 하였다.
  - 유행어 : 멱살 한번 잡아 주세요!, oo라니~ oo아니야!(연예인 분장을 할때)
- 세르게이 (송병철)
  - 자신의 잘생긴 외모를 내세우는 학생이다. 코너 '까다로운 변선생' 에서도 이런 캐릭터를 사용했다.
  - 등장 중반에는 캐릭터를 극대화하기 위하여 공작을 연상시키는 부채살 모양의 반사판을 등 뒤에 달고 다녔다.
- 까도남(송영길)
  - 외모에 관한 여러 조언을 일삼는 캐릭터로 간꽁치와 허당 대표 허경환을 이을 엔딩 캐릭터. 후반에는 이전 왕비호처럼 게스트에게 개그를 친다.
  - 유행어 : 칙칙하다 칙칙해!, 오늘은 여기까지 아디오스!~
- 다팔아닷컴 대표 (장기영)
  - 노마진 (장동혁)의 후신격으로 보이는 캐릭터로 봉숭아 학당의 캐릭터들에게 이상한 것을 판다.(예:바퀴벌레,모기,파리,휴대겨털)
  - 유행어 : 안 사면 바이바이~,안녕하쉽니까!
- 졸업생 박영진
  - 교과서에 나와있지 않은 것들을 후배들에게 가르치는 캐릭터다.(2011년 3월 6일부터 실제로 봉숭아 학당에서 하차했다.)
  - 유행어 : 이~렇게 세상을 모른다!
- 수위 아저씨 (안일권)
  - 수제자(노우진)에게 먹은 음식이나 물건에 대한 상표명이 아닌 표현으로 말하는 캐릭터(얼핏 보면 경비아저씨(장동민)과 캐릭터는 비슷하다)
  - 유행어 : OO~ 흐헤헹~(특정 상표명을 말하기가 그럴 때 하는 대사), 진짜 유명한 OO인데 뭐라 표현할 방법이 없네~
- 왕년에 (조지훈)
  - 자기가 왕년에 어마어마하게 웃겨봤다며 허풍을 떠는 캐릭터.
  - 유행어 :왕년에 어마어마 했거든!, oo 웃겨봤어?!
- 이상해 (신윤승)
  - KBS의 브랜드 검열 정책에 불만을 제기하는 캐릭터
  - 유행어 : 이상해! oo이(가) 안 들리지 않았어?, 방송에서는 oo로 버일 거 같은데

## 기타
- 개그콘서트의 선생님 역이었던 김미화와 박준형은 KBS 2TV 《쇼 파워 비디오》 MC 경력[20][21] 이 있었다.